# Lichni
Lichni (abch. Lychny) – wieś w Gruzji (Abchazji), w regionie Gudauta. W 2011 roku liczyła 5760 mieszkańców.